# Tukuturi

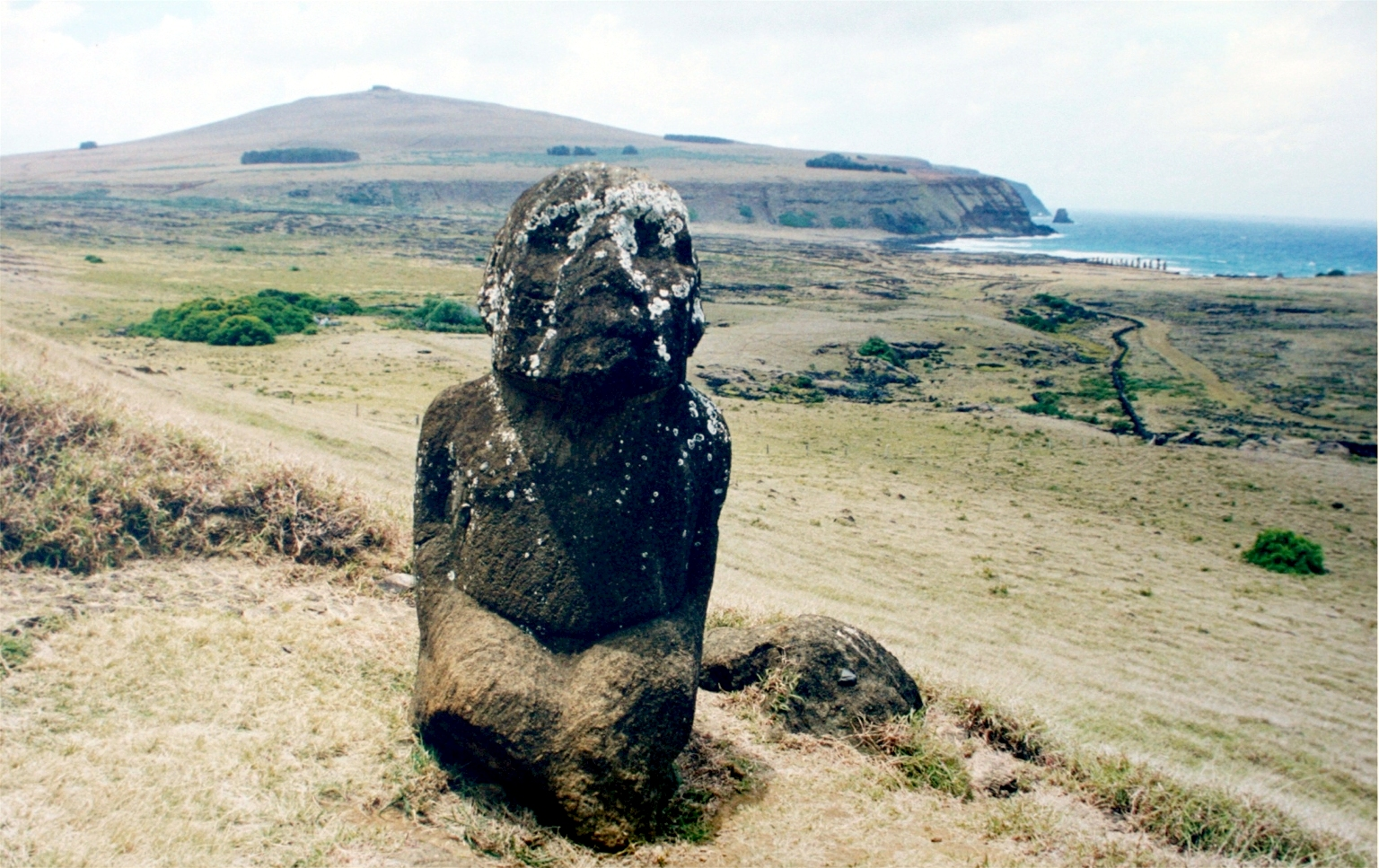
Tukuturi na tle wulkanu Poike

Tukuturi – szczególny rodzaj figur moai z Wyspy Wielkanocnej. W odróżnieniu od tradycyjnych moai, tukuturi spoczywają w postawie klęczącej i posiadają zupełnie odmienne rysy twarzy i kształt głów.
Kolejną cechą charakterystyczną dla tukuturi jest ich pochodzenie. Podczas gdy do 85% wszystkich moai powstało w kamieniołomie wulkanu Rano Raraku (i wszystkie wykonano z tufu), tukuturi powstały ze scorii w Puna Pau i stamtąd przetransportowano je na Rano Raraku (czyli w odwrotną stronę).
Nie wiadomo, czy tukuturi służyły tym samym celom co moai, tzn. kultowi przodków i gromadzeniu many. Istnieje jednak teoria, według której te figury są związane z kultem boga-ptaka (Tangata manu), który rozwinął się na Rapa Nui w ostatnim okresie przed przybyciem Europejczyków. Jeżeli byłaby to prawda, tukuturi okazałyby się najmłodszymi moai na Rapa Nui.

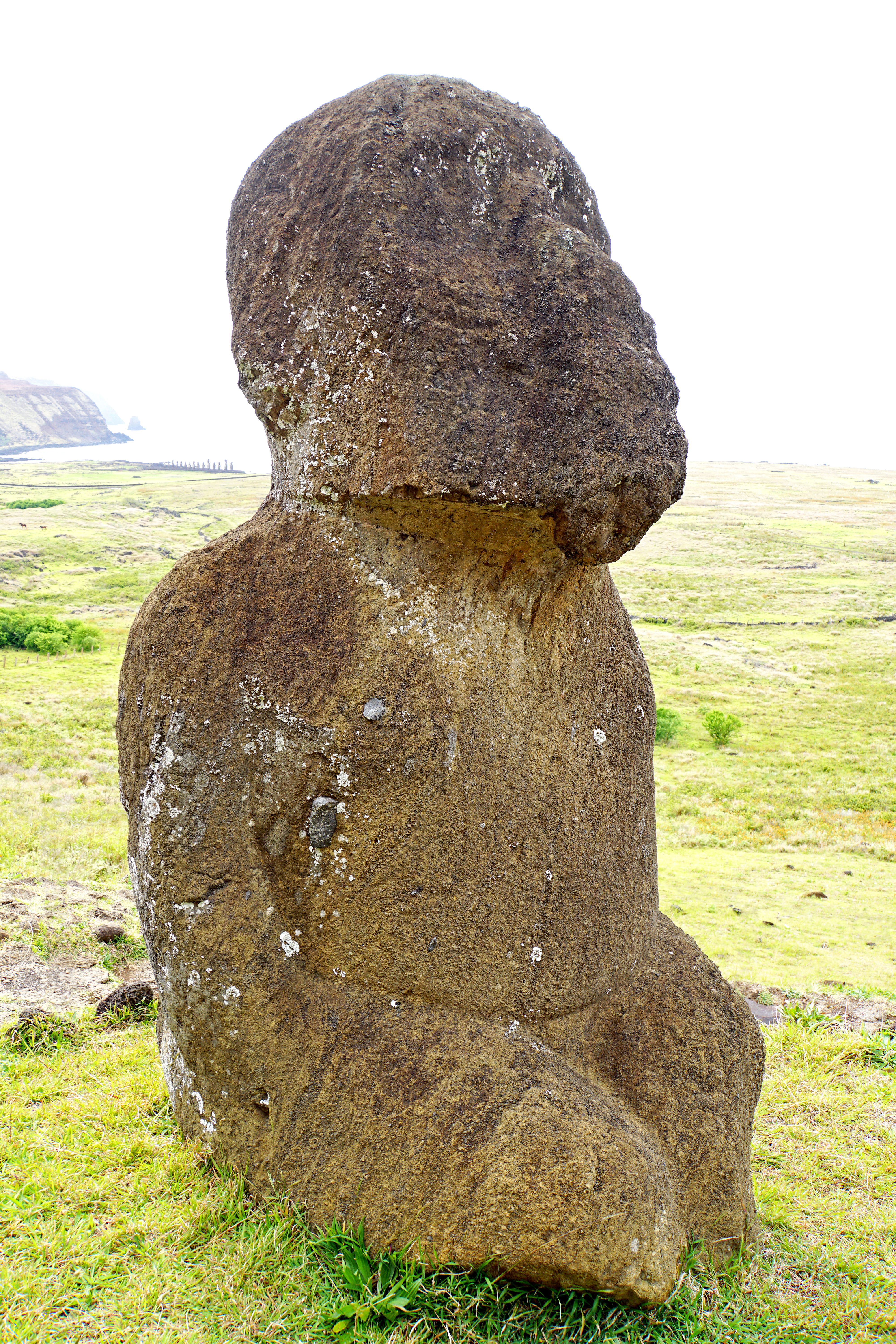
Tukuturi
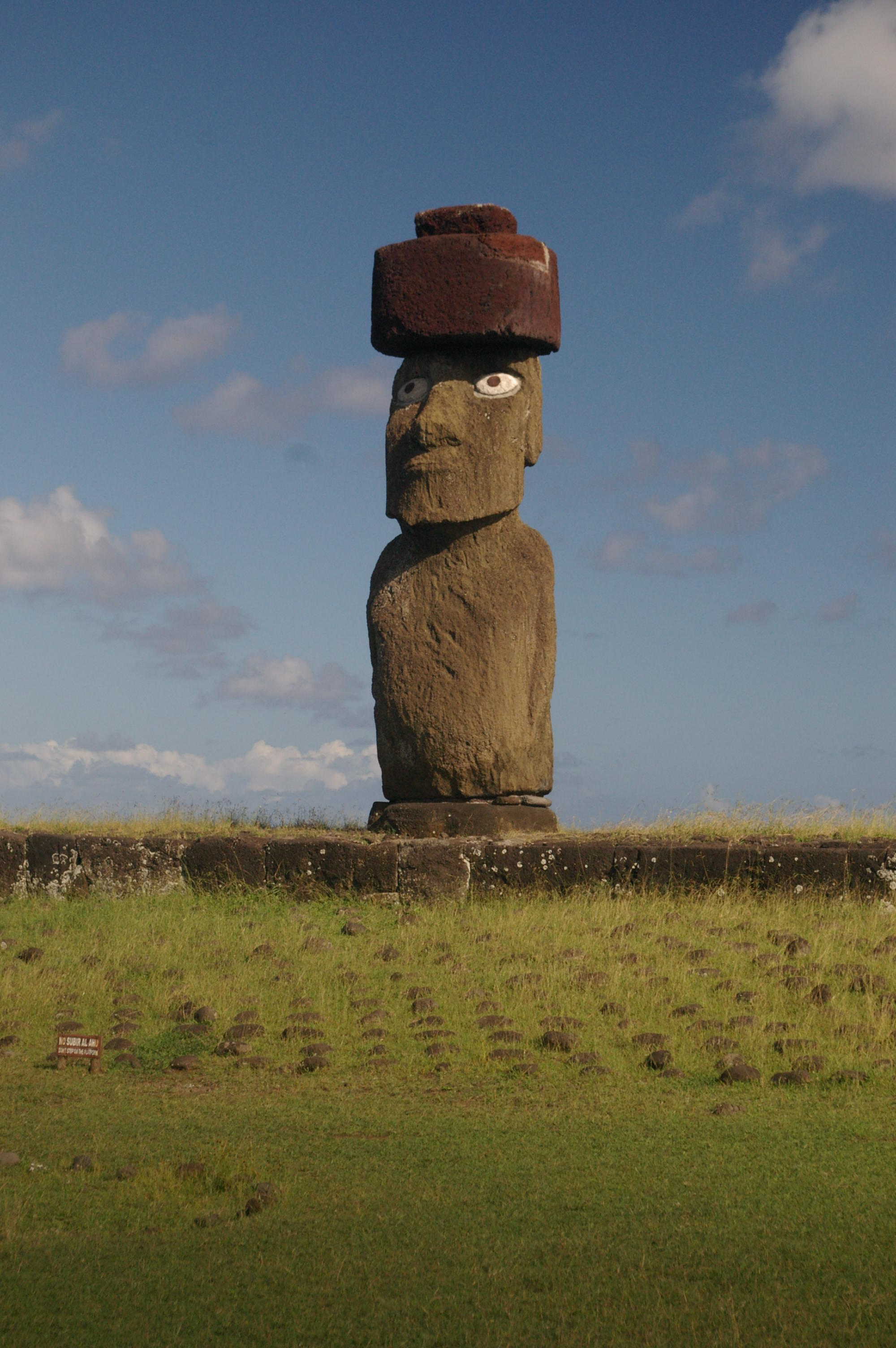
Tradycyjny moai